# Goodbye Yellow Brick Road (canción)
"Goodbye Yellow Brick Road" '(Adiós Camino Amarillo o Adiós Camino de Ladrillo Amarillo)' es una balada interpretada por el músico británico Elton John. La canción fue escrita por Bernie Taupin y compuesta por John para su disco Goodbye Yellow Brick Road. Su estilo musical y producción están muy influidas en el soft rock de los años setenta. Fue muy alabado por las críticas, y algunos críticos dicen que es de las mejores canciones de Elton John.
La canción fue realizada en 1973 como la segunda canción del disco, y llegó a las diez mejores canciones en el Reino Unido y Estados Unidos. Fue uno de los mayores éxitos de Elton John y después de su publicación superó al sencillo previo en ventas y popularidad.
La banda Keane (con Faultline) interpretó la canción en el disco Ayuda: a day in the life. También hay una versión de Dream Theater de esta canción, aunque aún no ha sido oficialmente desarrollada. El supergrupo Transatlantic también realizó su versión, que aparece en el bonus CD de su álbum Kaleidoscope de 2014.
La canción aparece en la novela Carretera maldita de Stephen King, y es una de las canciones favoritas de Elliott Smith.

## Críticas
Goodbye Yellow Brick Road recibió en general una crítica positiva de los críticos musicales. Toda la música de la canción es «un triunfo vocal» y «un pináculo de su estilo». Janis Schacht de Circus lo describe como «delicado y bonito». Ben & Jerry's crearon el sabor de helado «Goodbye Yellow Brick Road» en honor a la actuación de Elton John en Vermont. En 2010, la revista Rolling Stone le dio el puesto 390 en la lista de las 500 mejores canciones de todos los tiempos.

## Cara B
La canción de la cara es una canción llamada Screw You (‘vete a la mierda’, o literalmente ‘jódete’), pero en Estados Unidos se cambió el título a Young Man’s Blues (‘el blues del joven’) para no ofender a los compradores estadounidenses.